# Kálnica
Kálnica je naseljeno mjesto u okrugu Nové Mesto nad Váhom u  Trenčínskom kraju u Slovačkoj.

## Stanovništvo
| Godina:     | 1993. | 2003.   | 2013.   | 2023.   |
| ----------- | ----- | ------- | ------- | ------- |
| Broj ljudi: | 1007  | 1024    | 1036    | 1006    |
| Razlika:    |       | +1,68 % | +1,17 % | -2,89 % |

| Godina:     | 2022. | 2023.   |
| ----------- | ----- | ------- |
| Broj ljudi: | 1007  | 1006    |
| Razlika:    |       | -0,09 % |

Prema podacima o broju stanovnika iz 2023. godine naselje je imalo 1006 stanovnika.>

## Vanjske poveznice
|  | Zajednički poslužitelj ima još gradiva o temi Kálnica |

- Službena stranica naselja (sl.)